# マダム・C.J.ウォーカー

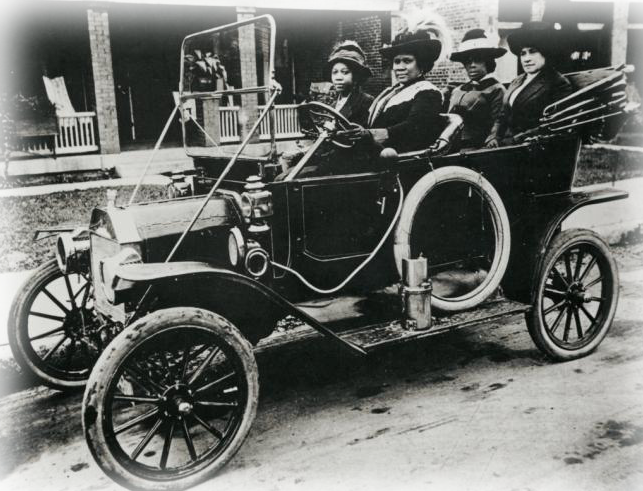
マダムと友人たち

マダム・C.J.ウォーカー（Madam C. J. Walker:1867年12月23日-1919年5月25日）ことサラ・ブリードラヴ（Sarah Breedlove）はアメリカ合衆国の企業家である。
洗濯婦から身を起こし、1890年代に髪を直毛にする方法を開発して大儲けし、「マダム・C.J.ウォーカー製造会社（the Madam C.J. Walker Manufacturing Company）」を設立して黒人女性のための美容、ヘアケア製品のマーケティングを行った。アメリカ合衆国で自力で大富豪になった最初の女性とされる。

## 来歴
サラは、小作農オーウェンとミネルバ夫妻のもとに1867年12月23日ルイジアナ州に生まれた。6人兄弟であり、姉Louveniaと4人の兄弟（アレキサンダー、ジェイムス、ソロモン、オーウェンJr）がいた。両親はマディソン教区のプランテーションの奴隷だった。彼女は、奴隷解放宣言が署名された後に生まれた最初の子だった。母親はコレラで1872年に死亡し、父は再婚したものの、数年後に死亡した。 
7歳で孤児になったサラは、姉とともに綿花畑で働いたのち14歳でモーゼズ・マクウィリアムスと結婚し、3年後の1885年に娘レリア・マクウィリアムス（のちのアレリア・ウォーカーA'Lelia Walker）が生まれた。サラが20歳、レリアはわずか2歳のときに夫が死亡した。まもなく兄弟の4人が住んでいたセント・ルイスに移動。地元の理髪店で安い給料ながら洗濯婦の仕事を得た。サラ自身は3か月ほどしか学校に通えていず、娘に正式な教育を受けさせようと必死に働いた。

## キャリア
1894年に再婚し1903年に離婚しているが、その頃サラは頭皮の病気に悩まされるようになり、髪のほとんどを失ってしまった。彼女は理髪師の兄弟に相談したり自家製の薬や黒人女性起業家であるアニー・マローンの扱う製品で治療を行った。その後1年半ほどマローンのもとで働き、ヘアケア製品を販売したサラは、1905年にデンバーに移り住むと、翌年3番目の夫で新聞広告のセールスマンだったチャールズ・ジョセフ・ウォーカー（Charles Joseph（CJ） Walker）と結婚。「マダムC.J.ウォーカー」の名前で自分のビジネスを立ち上げる。
娘や夫と協力して南部や東部に事業を拡大していくと、1908年には一時的にピッツバーグへ移転し、美容院を開業する傍ら、美容部員を育成するLelia Collegeという美容学校を開校した。また黒人女性の経済的自立の提唱者として、免許制の販売代理店の全国ネットワークのための「ウォーカー・システム」のトレーニング・プログラムを開設した。1910年にインディアナポリスに移動し、工場、ヘアサロン、ネイルサロン、訓練学校を建設し、1911年に会社を「マダム・C.J.ウォーカー製造会社（the Madam C.J. Walker Manufacturing Company）」として法人化して、全国規模で販売代理店を展開していく。1913年には娘のレリアが、アフリカ系アメリカ人の文化の中心地となり始めていたニューヨークのハーレム地区に美容院とオフィスを構え、1916年にはサラ自身もニューヨークへ移動している。
こうした彼女の活動によって、2万人もの女性が彼女の製品を販売し、経済的に自立できる礎を与えられた。また、安定した雇用とキャリアを提供しただけでなく、インディアナポリスに移住後1年も経たないうちに、有色人種向けYMCAの建設資金に1,000ドルを寄付したのを始めとして、寄付や様々な慈善活動、またアフリカ系アメリカ人への差別に抵抗し、反リンチ法の成立に向けても動くなど様々な活動を続けたのち、1919年、ニューヨーク州アービントンにある邸宅ヴィラ・レワロで亡くなった。

## ドラマシリーズ
サラの玄孫でジャーナリストのアレリア・バンドルズによる伝記を原作にしたテレビドラマが、全4話のリミテッド・シリーズとして2020年にNetflixより配信された。

## 参考資料
ノンフィクション
- Bundles, A'Lelia, Madam Walker Theatre Center: An Indianapolis Treasure, Arcadia Publishing, 2013. ISBN 1-4671-1087-6
- A'Lelia Bundles, Madam C. J. Walker: Entrepreneur, Chelsea House/Facts on File, 2008. ISBN 978-1-60413-072-0
- Penny Colman, Madam C.J. Walker: Building a Business Empire, The Millbrook Press, 1994.ISBN 0984960740

小説
- Tananarive Due ,The Black Rose: The Dramatic Story of Madam C.J. Walker, America's First Black Female Millionaire, Ballantine Books, 2001. ISBN 0-345-44156-7

### 動画リンク
- Madam Walker Bio Channel Interview
- Madam Walker's Political Activism and Philanthropy
- C-Span Book TV Madam Walker
- Madam Walker Research at the National Archives - YouTube
- Madam Walker History - YouTube
- U.S. Secretary of Labor Hilda Solis discusses Madam Walker - YouTube
- Madam Walker's Irvington-on-Hudson, NY home Villa Lewaro - YouTube